# فضای همبند ساده
در توپولوژی ٬ یک فضای توپولوژیک را همبند ساده یا ۱-همبند (به انگلیسی: 1-connected) می‌گویند اگر همبند باشد و هر مسیر بین دو نقطه در فضا را بتوان در حالی که درون فضا باقی می‌ماند، به طور پیوسته به هر مسیر دیگری بین همان دو نقطه تبدیل کرد.

## تعریف غیررسمی
به بیان غیررسمی ٬ یک شئ در فضای سه بعدی همبند ساده است ٬ اگر بتوان یک حلقه‌ی درون آن را تا تبدیل شدن به یک نقطه منقبض کرد. بنابراین یک کره که دارای یک حفره در درون خود است همبند ساده است٬ زیرا یک حلقه دلخواه درون آن را می‌توان به یک نقطه منقبض کرد٬ اما یک دونات چنین نیست. در دو بعد ٬ یک دایره همبند ساده نیست٬اما یک دیسک (دایره با در نظر گرفتن سطح داخلی) همبند ساده است.

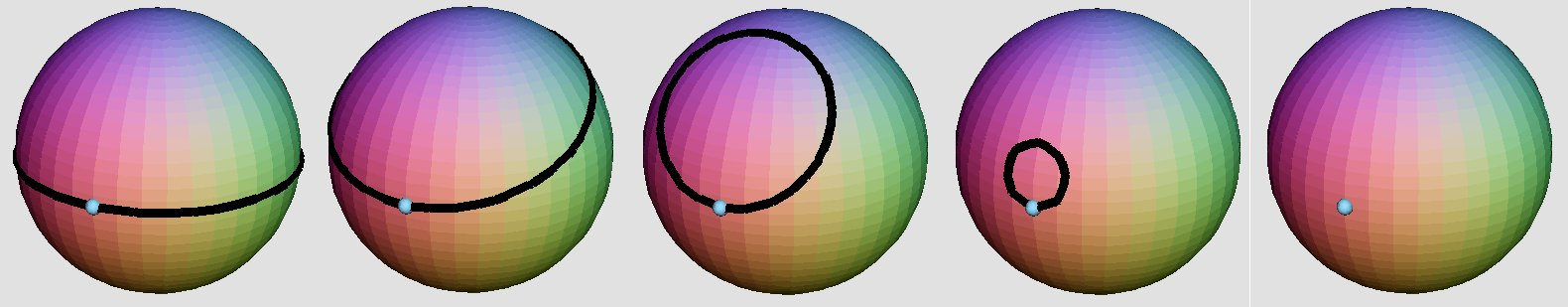
یک کره همبند ساده است٬ زیرا هر حلقه می‌تواند به یک نقطه منقبض شود.

## مثال‌ها
- فضای اقلیدسی R2 همبند ساده است.اما اگر نقطه‌ی مبدأ را از آن حذف کنیم همیند ساده نیست. در حالی که برای Rn به ازای n>2 ٬ با حذف مبدأ نیز فضا همبند ساده می‌ماند.
- هر مجموعه محدب از Rn همبند ساده است.
- نوار موبیوس ٬ استوانه و بطری کلاین همبند ساده نیستند.
- هر فضای برداری توپولوژیکی همبند ساده است. (شامل فضای باناخ و فضای هیلبرت )

## مطالعه بیشتر
- Spanier, Edwin (1994). Algebraic Topology. Springer. ISBN 0-387-94426-5.
- Conway, John (1986). Functions of One Complex Variable I. Springer. ISBN 0-387-90328-3.
- Bourbaki, Nicolas (2005). Lie Groups and Lie Algebras. Springer. ISBN 3-540-43405-4.
- Gamelin, Theodore (2001). Complex Analysis. Springer. ISBN 0-387-95069-9.
- Joshi, Kapli (1983). Introduction to General Topology. New Age Publishers. ISBN 0-85226-444-5.